# Ronnie Baxter
Ronnie Baxter (* 5. Februar 1961 in Blackpool, North West England) ist ein ehemaliger englischer Dartspieler mit dem Spitznamen „The Rocket“, der unter anderem für seinen roboterartigen Wurfstil bekannt ist.

## Karriere

### 1980er und 1990er
Baxter machte sich Mitte der 80er Jahre zuerst in der nordamerikanischen Dartszene einen Namen, bevor er auch in England bekannter wurde.
Mitte der 1990er galt Baxter als einer der herausragenden Spieler auf der Weltbühne; er erreichte 1999 und 2000 zwei Mal in Folge das Finale des Embassy World Professional Darts Championship. Er verlor diese jedoch gegen Raymond van Barneveld und Ted Hankey. Zuvor hatte er bereits beim World Masters 1997 und dem World Matchplay 1998 den zweiten Platz belegt. Diverse Siege in größeren Turnieren brachten ihm aber dennoch Platz 1 des WDF-Rankings ein. Zu seinen größten Erfolgen zählen sicherlich die Siege beim British Matchplay 1992 und 1998.

### 2000er
2002 wechselte er von der British Darts Organisation (BDO) zur damals konkurrierenden Professional Darts Corporation (PDC). Dort war Baxter auch schnell und vor allem langfristig auf einem der oberen Weltranglistenplätze zu finden und das, obwohl er kein einziges PDC-Major-Turnier für sich entscheiden konnte. Zwischen 2002 und 2005 gewann „The Rocket“ fünf Turniere auf der Tour, erreichte das Viertelfinale der Weltmeisterschaft, stand zweimal in der Vorschlussrunde des World Matchplay, einmal im Halbfinale des World Grand Prix und war ein Finalist der Las Vegas Desert Classics. So gab es 2006 die Einladung zur Premier League, in der der fünfte Rang heraussprang. Neben einem weiteren Titel auf der Tour und einem Halbfinale bei der World Darts Trophy gelangen allerdings immer weniger Erfolge. 2007 waren ein Viertelfinale beim World Matchplay und ein weiterer Turniersieg auf der Pro Tour die größten Erfolge. 2008 war Baxter bei der Premiere der European Championship einer der Viertelfinalisten und holte sich noch den weiteren Sieg bei einer Players Championship. 2009 zeigte Baxter eine gute Leistung bei der PDC-Weltmeisterschaft, als er in der ersten Runde den Finnen Marko Kantele und in der zweiten Runde Denis Ovens bezwingen konnte, bevor er äußerst knapp in einem Sudden-Death Leg im letzten Satz gegen Raymond van Barneveld unterlag. In der Folge schaffte Baxter 2009 Halbfinalteilnahmen beim World Matchplay, den UK Open sowie den Players Championship Finals.

### 2010er
Bei der PDC-Weltmeisterschaft 2010 musste er sich erst im Viertelfinale, erneut gegen van Barneveld, geschlagen geben. Anschließend erhielt er erneut eine Einladung zur Premier League und schloss wie bereits 2006 auf Rang fünf ab. Zudem gelang ihm ein Viertelfinale bei den European Championships und ein Sieg auf der Pro Tour. 2011 lief es bei den TV-Turnieren nicht gut, dafür waren die Ergebnisse auf der Tour sehr gut, unter anderem gelangen zwei Turniersiege. Baxter gewann im ersten Players Championship Wochenende 2011 das Finale des Sonntagsevents gegen Antonio Alcinas mit 6:4. Sein zweites Players Championship Turnier 2011 gewann er beim Canadian Masters Players Championship am 28. August 2011 mit 6:2 gegen Kevin Painter. 2012 erspielte sich der damals 51-Jährige noch einmal ein Halbfinale beim World Matchplay, das in seiner Heimatstadt Blackpool ausgespielt wird und konnte sich auf der Pro Tour erneut in die Siegerliste eintragen. 2013 konnte Baxter dann erstmals seit 2002 keinen nennenswerten Titel gewinnen, erreichte aber das Viertelfinale bei den UK Open.
Während Baxter 2014 gerade auf der Pro Tour weiter gut mithalten konnte, fielen seine Leistungen 2015 stark ab. Somit verpasste er letztlich auch die Teilnahme an der PDC World Darts Championship 2016 und spielte somit das erste Mal seit seinem Debüt 1991 keine Weltmeisterschaft. Ein Halbfinale und mehrere Achtelfinale auf der Tour konnten nicht verhindern, dass Anfang 2017 der Gang zur Q-School anstand. Dort holte sich Baxter noch einmal die Tourkarte. Mehr als 10.000 britische Pfund konnte er jedoch in den nächsten 18 Monaten nicht einspielen. Eine Players Championship in Barnsley am 27. Juni 2018 war sein letztes Turnier bei der PDC. Danach zog sich Baxter aus internationalen Wettkämpfen zurück. Seine letzte Partie verlor er mit 2:6 gegen Andrew Gilding.
Baxter nimmt seit 2022 vereinzelt wieder an Turnieren der World Seniors Darts Tour (WSDT) teil, jedoch bislang ohne größere Erfolge. So war er unter anderem Teil der World Seniors Darts Championship 2023, wo er zwar das erste Leg gegen Kevin Painter gewann, jedoch alle anderen verlor und somit in Runde 1 ausschied.

## Privates
Ronnie Baxter betrieb mit seiner Frau Rachael in Cirencester eine Pension. Zuvor war er in Church, Lancashire wohnhaft.
Von der Pension und seiner Frau hat er sich allerdings mittlerweile getrennt und lebt wieder in seiner Heimatstadt Blackpool.

## Weltmeisterschaftsresultate

### BDO
- 1991: 2. Runde (1:3-Niederlage gegen  Jocky Wilson)
- 1992: 1. Runde (1:3-Niederlage gegen  Bob Anderson)
- 1994: 1. Runde (0:3-Niederlage gegen  John Part)
- 1996: Viertelfinale (2:4-Niederlage gegen  Richie Burnett)
- 1997: 2. Runde (2:3-Niederlage gegen  Mervyn King)
- 1998: 1. Runde (2:3-Niederlage gegen  Peter Johnstone)
- 1999: Finale (5:6-Niederlage gegen  Raymond van Barneveld)
- 2000: Finale (0:6-Niederlage gegen  Ted Hankey)
- 2001: Viertelfinale (3:5-Niederlage gegen  Wayne Mardle)

### PDC
- 2002: Viertelfinale (2:6-Niederlage gegen  Peter Manley)
- 2003: Achtelfinale (3:5-Niederlage gegen  Kevin Painter)
- 2004: Achtelfinale (2:4-Niederlage gegen  Kevin Painter)
- 2005: Achtelfinale (2:4-Niederlage gegen  Bob Anderson)
- 2006: 1. Runde (2:3-Niederlage gegen  Ray Carver)
- 2007: 1. Runde (2:3-Niederlage gegen  Adrian Gray)
- 2008: 2. Runde (2:4-Niederlage gegen  Mark Dudbridge)
- 2009: Achtelfinale (3:4-Niederlage gegen  Raymond van Barneveld)
- 2010: Viertelfinale (0:5-Niederlage gegen  Raymond van Barneveld)
- 2011: 2. Runde (0:4-Niederlage gegen  Mark Webster)
- 2012: 1. Runde (2:3-Niederlage gegen  Steve Farmer)
- 2013: 2. Runde (3:4-Niederlage gegen  Kevin Painter)
- 2014: 1. Runde (0:3-Niederlage gegen  Ricky Evans)
- 2015: 2. Runde (0:4-Niederlage gegen  Robert Thornton)

### WSDT
- 2023: 1. Runde (0:3-Niederlage gegen  Kevin Painter)

## Turnierergebnisse
| Turnier                                    | 1988                       | 1989                       | 1990                       | 1991                       | 1992                       | 1993                       | 1994                       | 1995                       | 1996                       | 1997                       | 1998                       | 1999                       | 2000                       | 2001                           | 2002                           | 2003                           | 2004                           | 2005                           | 2006                           | 2007                           | 2008                           | 2009                           | 2010                           | 2011                           | 2012                           | 2013                           | 2014                           | 2015                           | 2016                           | 2017                           | ......                         | 2022               | 2023               |
| ------------------------------------------ | -------------------------- | -------------------------- | -------------------------- | -------------------------- | -------------------------- | -------------------------- | -------------------------- | -------------------------- | -------------------------- | -------------------------- | -------------------------- | -------------------------- | -------------------------- | ------------------------------ | ------------------------------ | ------------------------------ | ------------------------------ | ------------------------------ | ------------------------------ | ------------------------------ | ------------------------------ | ------------------------------ | ------------------------------ | ------------------------------ | ------------------------------ | ------------------------------ | ------------------------------ | ------------------------------ | ------------------------------ | ------------------------------ | ------------------------------ | ------------------ | ------------------ |
| BDO-Major-Turniere                         |                            |                            |                            |                            |                            |                            |                            |                            |                            |                            |                            |                            |                            |                                |                                |                                |                                |                                |                                |                                |                                |                                |                                |                                |                                |                                |                                |                                |                                |                                |                                |                    |                    |
| Weltmeisterschaft                          | n/t                        | n/q                        | n/q                        | AF                         | 1R                         | n/q                        | 1R                         | n/q                        | VF                         | AF                         | 1R                         | F                          | F                          | VF                             | nicht teilgenommen             | nicht teilgenommen             | nicht teilgenommen             | nicht teilgenommen             | nicht teilgenommen             | nicht teilgenommen             | nicht teilgenommen             | nicht teilgenommen             | nicht teilgenommen             | nicht teilgenommen             | nicht teilgenommen             | nicht teilgenommen             | nicht teilgenommen             | nicht teilgenommen             | nicht teilgenommen             | nicht teilgenommen             | nicht teilgenommen             | Verband insolvent  | Verband insolvent  |
| World Masters                              | VF                         | n/t                        | VF                         | 2R                         | VR                         | 1R                         | 2R                         | VF                         | 2R                         | F                          | VF                         | 3R                         | AF                         | 3R                             | AF                             | nicht teilgenommen             | nicht teilgenommen             | nicht teilgenommen             | nicht teilgenommen             | nicht teilgenommen             | nicht teilgenommen             | nicht teilgenommen             | nicht teilgenommen             | nicht teilgenommen             | nicht teilgenommen             | nicht teilgenommen             | nicht teilgenommen             | nicht teilgenommen             | nicht teilgenommen             | nicht teilgenommen             | nicht teilgenommen             | Verband insolvent  | Verband insolvent  |
| WDF-Platin-/Major-Turniere                 |                            |                            |                            |                            |                            |                            |                            |                            |                            |                            |                            |                            |                            |                                |                                |                                |                                |                                |                                |                                |                                |                                |                                |                                |                                |                                |                                |                                |                                |                                |                                |                    |                    |
| International League                       | nicht ausgetragen          | nicht ausgetragen          | nicht ausgetragen          | nicht ausgetragen          | nicht ausgetragen          | nicht ausgetragen          | nicht ausgetragen          | nicht ausgetragen          | nicht ausgetragen          | nicht ausgetragen          | nicht ausgetragen          | nicht ausgetragen          | nicht ausgetragen          | nicht ausgetragen              | nicht ausgetragen              | n/t                            | n/t                            | n/t                            | GP                             | GP                             | nicht ausgetragen              | nicht ausgetragen              | nicht ausgetragen              | nicht ausgetragen              | nicht ausgetragen              | nicht ausgetragen              | nicht ausgetragen              | nicht ausgetragen              | nicht ausgetragen              | nicht ausgetragen              | nicht ausgetragen              | nicht ausgetragen  | nicht ausgetragen  |
| News of the World Ch'ship                  | VF                         | n/q                        | n/q                        | nicht ausgetragen          | nicht ausgetragen          | nicht ausgetragen          | nicht ausgetragen          | nicht ausgetragen          | nicht ausgetragen          | n/q                        | nicht ausgetragen          | nicht ausgetragen          | nicht ausgetragen          | nicht ausgetragen              | nicht ausgetragen              | nicht ausgetragen              | nicht ausgetragen              | nicht ausgetragen              | nicht ausgetragen              | nicht ausgetragen              | nicht ausgetragen              | nicht ausgetragen              | nicht ausgetragen              | nicht ausgetragen              | nicht ausgetragen              | nicht ausgetragen              | nicht ausgetragen              | nicht ausgetragen              | nicht ausgetragen              | nicht ausgetragen              | nicht ausgetragen              | nicht ausgetragen  | nicht ausgetragen  |
| European Masters                           | nicht ausgetragen          | nicht ausgetragen          | nicht ausgetragen          | nicht ausgetragen          | nicht ausgetragen          | nicht ausgetragen          | nicht ausgetragen          | 1R                         | nicht ausgetragen          | nicht ausgetragen          | nicht ausgetragen          | nicht ausgetragen          | nicht ausgetragen          | nicht ausgetragen              | nicht ausgetragen              | nicht ausgetragen              | nicht ausgetragen              | nicht ausgetragen              | nicht ausgetragen              | nicht ausgetragen              | nicht ausgetragen              | nicht ausgetragen              | nicht ausgetragen              | nicht ausgetragen              | nicht ausgetragen              | nicht ausgetragen              | nicht ausgetragen              | nicht ausgetragen              | nicht ausgetragen              | nicht ausgetragen              | nicht ausgetragen              | nicht ausgetragen  | nicht ausgetragen  |
| World Trophy                               | nicht ausgetragen          | nicht ausgetragen          | nicht ausgetragen          | nicht ausgetragen          | nicht ausgetragen          | nicht ausgetragen          | nicht ausgetragen          | nicht ausgetragen          | nicht ausgetragen          | nicht ausgetragen          | nicht ausgetragen          | nicht ausgetragen          | nicht ausgetragen          | nicht ausgetragen              | nicht teilgenommen             | nicht teilgenommen             | nicht teilgenommen             | nicht teilgenommen             | HF                             | GP                             | nicht ausgetragen              | nicht ausgetragen              | nicht ausgetragen              | nicht ausgetragen              | nicht ausgetragen              | nicht ausgetragen              | nicht teilgenommen             | nicht teilgenommen             | nicht teilgenommen             | nicht teilgenommen             | nicht teilgenommen             | n/a                | n/a                |
| WDF World Cup                              | n/a                        | n/t                        | n/a                        | n/t                        | n/a                        | AF                         | n/a                        | 4R                         | n/a                        | VF                         | n/a                        | VF                         | n/a                        | n/t                            | n/a                            | n/t                            | n/a                            | n/t                            | n/a                            | n/t                            | n/a                            | n/t                            | n/a                            | n/t                            | n/a                            | n/t                            | n/a                            | n/t                            | n/a                            | n/t                            | n/t                            | n/a                | n/t                |
| WDF Europe Cup                             | n/t                        | n/a                        | n/t                        | n/a                        | n/t                        | n/a                        | HF                         | n/a                        | n/t                        | n/a                        | 1R                         | n/a                        | n/t                        | n/a                            | n/t                            | n/a                            | n/t                            | n/a                            | n/t                            | n/a                            | n/t                            | n/a                            | n/t                            | n/a                            | n/t                            | n/a                            | n/t                            | n/a                            | n/t                            | n/a                            | n/t                            | n/t                | n/a                |
| Finder Masters                             | nicht ausgetragen          | nicht ausgetragen          | nicht ausgetragen          | nicht ausgetragen          | nicht ausgetragen          | nicht ausgetragen          | nicht ausgetragen          | unbekannt                  | unbekannt                  | nicht ausgetragen          | nicht ausgetragen          | nicht ausgetragen          | n/q                        | HF                             | nicht teilgenommen             | nicht teilgenommen             | nicht teilgenommen             | nicht teilgenommen             | n/a                            | nicht teilgenommen             | nicht teilgenommen             | nicht teilgenommen             | nicht teilgenommen             | nicht teilgenommen             | nicht teilgenommen             | nicht teilgenommen             | nicht teilgenommen             | nicht teilgenommen             | nicht teilgenommen             | nicht teilgenommen             | nicht teilgenommen             | n/a                | n/a                |
| PDC-Ranking-Turniere                       |                            |                            |                            |                            |                            |                            |                            |                            |                            |                            |                            |                            |                            |                                |                                |                                |                                |                                |                                |                                |                                |                                |                                |                                |                                |                                |                                |                                |                                |                                |                                |                    |                    |
| Weltmeisterschaft                          | nicht ausgetragen          | nicht ausgetragen          | nicht ausgetragen          | nicht ausgetragen          | nicht ausgetragen          | nicht ausgetragen          | nicht teilgenommen         | nicht teilgenommen         | nicht teilgenommen         | nicht teilgenommen         | nicht teilgenommen         | nicht teilgenommen         | nicht teilgenommen         | nicht teilgenommen             | VF                             | AF                             | AF                             | AF                             | 1R                             | 1R                             | 2R                             | AF                             | VF                             | 2R                             | 1R                             | 2R                             | 1R                             | 2R                             | nicht qualifiziert             | nicht qualifiziert             | nicht qualifiziert             | n/t                | n/t                |
| UK Open                                    | nicht ausgetragen          | nicht ausgetragen          | nicht ausgetragen          | nicht ausgetragen          | nicht ausgetragen          | nicht ausgetragen          | nicht ausgetragen          | nicht ausgetragen          | nicht ausgetragen          | nicht ausgetragen          | nicht ausgetragen          | nicht ausgetragen          | nicht ausgetragen          | nicht ausgetragen              | nicht ausgetragen              | 3R                             | AF                             | 4R                             | AF                             | 3R                             | AF                             | HF                             | AF                             | 3R                             | AF                             | VF                             | 3R                             | 4R                             | n/q                            | 4R                             | n/q                            | n/t                | n/t                |
| Las Vegas Desert Classic                   | nicht ausgetragen          | nicht ausgetragen          | nicht ausgetragen          | nicht ausgetragen          | nicht ausgetragen          | nicht ausgetragen          | nicht ausgetragen          | nicht ausgetragen          | nicht ausgetragen          | nicht ausgetragen          | nicht ausgetragen          | nicht ausgetragen          | nicht ausgetragen          | nicht ausgetragen              | F                              | GP                             | VF                             | 1R                             | 1R                             | n/q                            | n/q                            | 1R                             | nicht ausgetragen              | nicht ausgetragen              | nicht ausgetragen              | nicht ausgetragen              | nicht ausgetragen              | nicht ausgetragen              | nicht ausgetragen              | nicht ausgetragen              | nicht ausgetragen              | nicht ausgetragen  | nicht ausgetragen  |
| World Matchplay                            | nicht ausgetragen          | nicht ausgetragen          | nicht ausgetragen          | nicht ausgetragen          | nicht ausgetragen          | nicht ausgetragen          | nicht teilgenommen         | nicht teilgenommen         | nicht teilgenommen         | nicht teilgenommen         | F                          | 1R                         | HF                         | AF                             | VF                             | 1R                             | HF                             | HF                             | VF                             | VF                             | AF                             | HF                             | AF                             | 1R                             | HF                             | 1R                             | 1R                             | nicht qualifiziert             | nicht qualifiziert             | nicht qualifiziert             | nicht qualifiziert             | n/t                | n/t                |
| World Grand Prix                           | nicht ausgetragen          | nicht ausgetragen          | nicht ausgetragen          | nicht ausgetragen          | nicht ausgetragen          | nicht ausgetragen          | nicht ausgetragen          | nicht ausgetragen          | nicht ausgetragen          | nicht ausgetragen          | n/t                        | n/t                        | AF                         | 1R                             | VF                             | 1R                             | HF                             | AF                             | AF                             | 1R                             | 1R                             | 1R                             | 1R                             | 1R                             | 1R                             | AF                             | 1R                             | nicht qualifiziert             | nicht qualifiziert             | nicht qualifiziert             | nicht qualifiziert             | n/t                | n/t                |
| European Championship                      | nicht ausgetragen          | nicht ausgetragen          | nicht ausgetragen          | nicht ausgetragen          | nicht ausgetragen          | nicht ausgetragen          | nicht ausgetragen          | nicht ausgetragen          | nicht ausgetragen          | nicht ausgetragen          | nicht ausgetragen          | nicht ausgetragen          | nicht ausgetragen          | nicht ausgetragen              | nicht ausgetragen              | nicht ausgetragen              | nicht ausgetragen              | nicht ausgetragen              | nicht ausgetragen              | nicht ausgetragen              | VF                             | AF                             | VF                             | AF                             | AF                             | 1R                             | nicht qualifiziert             | nicht qualifiziert             | nicht qualifiziert             | nicht qualifiziert             | nicht qualifiziert             | n/t                | n/t                |
| Players Championship Finals                | nicht ausgetragen          | nicht ausgetragen          | nicht ausgetragen          | nicht ausgetragen          | nicht ausgetragen          | nicht ausgetragen          | nicht ausgetragen          | nicht ausgetragen          | nicht ausgetragen          | nicht ausgetragen          | nicht ausgetragen          | nicht ausgetragen          | nicht ausgetragen          | nicht ausgetragen              | nicht ausgetragen              | nicht ausgetragen              | nicht ausgetragen              | nicht ausgetragen              | nicht ausgetragen              | nicht ausgetragen              | nicht ausgetragen              | HF                             | AF                             | 1R/1R                          | AF                             | 1R                             | 1R                             | n/q                            | 1R                             | n/q                            | n/q                            | n/t                | n/t                |
| PDC-Turniere ohne Einfluss auf das Ranking |                            |                            |                            |                            |                            |                            |                            |                            |                            |                            |                            |                            |                            |                                |                                |                                |                                |                                |                                |                                |                                |                                |                                |                                |                                |                                |                                |                                |                                |                                |                                |                    |                    |
| US Open                                    | nicht ausgetragen          | nicht ausgetragen          | nicht ausgetragen          | nicht ausgetragen          | nicht ausgetragen          | nicht ausgetragen          | nicht ausgetragen          | nicht ausgetragen          | nicht ausgetragen          | nicht ausgetragen          | nicht ausgetragen          | nicht ausgetragen          | nicht ausgetragen          | nicht ausgetragen              | nicht ausgetragen              | nicht ausgetragen              | nicht ausgetragen              | nicht ausgetragen              | HF                             | VF                             | VF                             | nicht ausgetragen              | nicht ausgetragen              | nicht ausgetragen              | nicht ausgetragen              | nicht ausgetragen              | nicht ausgetragen              | nicht ausgetragen              | nicht ausgetragen              | nicht ausgetragen              | nicht ausgetragen              | nicht ausgetragen  | nicht ausgetragen  |
| Premier League Darts                       | nicht ausgetragen          | nicht ausgetragen          | nicht ausgetragen          | nicht ausgetragen          | nicht ausgetragen          | nicht ausgetragen          | nicht ausgetragen          | nicht ausgetragen          | nicht ausgetragen          | nicht ausgetragen          | nicht ausgetragen          | nicht ausgetragen          | nicht ausgetragen          | nicht ausgetragen              | nicht ausgetragen              | nicht ausgetragen              | nicht ausgetragen              | n/t                            | 5.                             | nicht eingeladen               | nicht eingeladen               | nicht eingeladen               | 5.                             | nicht eingeladen               | nicht eingeladen               | nicht eingeladen               | nicht eingeladen               | nicht eingeladen               | nicht eingeladen               | nicht eingeladen               | nicht eingeladen               | nicht eingeladen   | nicht eingeladen   |
| Championship League                        | nicht ausgetragen          | nicht ausgetragen          | nicht ausgetragen          | nicht ausgetragen          | nicht ausgetragen          | nicht ausgetragen          | nicht ausgetragen          | nicht ausgetragen          | nicht ausgetragen          | nicht ausgetragen          | nicht ausgetragen          | nicht ausgetragen          | nicht ausgetragen          | nicht ausgetragen              | nicht ausgetragen              | nicht ausgetragen              | nicht ausgetragen              | nicht ausgetragen              | nicht ausgetragen              | nicht ausgetragen              | GP                             | GP                             | GP                             | GP                             | 6.                             | GP                             | nicht ausgetragen              | nicht ausgetragen              | nicht ausgetragen              | nicht ausgetragen              | nicht ausgetragen              | nicht ausgetragen  | nicht ausgetragen  |
| Grand Slam of Darts                        | nicht ausgetragen          | nicht ausgetragen          | nicht ausgetragen          | nicht ausgetragen          | nicht ausgetragen          | nicht ausgetragen          | nicht ausgetragen          | nicht ausgetragen          | nicht ausgetragen          | nicht ausgetragen          | nicht ausgetragen          | nicht ausgetragen          | nicht ausgetragen          | nicht ausgetragen              | nicht ausgetragen              | nicht ausgetragen              | nicht ausgetragen              | nicht ausgetragen              | nicht ausgetragen              | GP                             | n/q                            | n/q                            | AF                             | nicht qualifiziert             | nicht qualifiziert             | nicht qualifiziert             | nicht qualifiziert             | nicht qualifiziert             | nicht qualifiziert             | nicht qualifiziert             | nicht qualifiziert             | nicht qualifiziert | nicht qualifiziert |
| WSD-Majorturniere (Senioren-Tour)          |                            |                            |                            |                            |                            |                            |                            |                            |                            |                            |                            |                            |                            |                                |                                |                                |                                |                                |                                |                                |                                |                                |                                |                                |                                |                                |                                |                                |                                |                                |                                |                    |                    |
| Weltmeisterschaft                          | nicht qualifiziert         | nicht qualifiziert         | nicht qualifiziert         | nicht qualifiziert         | nicht qualifiziert         | nicht qualifiziert         | nicht qualifiziert         | nicht qualifiziert         | nicht qualifiziert         | nicht qualifiziert         | nicht qualifiziert         | nicht qualifiziert         | nicht qualifiziert         | nicht qualifiziert             | nicht qualifiziert             | nicht qualifiziert             | nicht qualifiziert             | nicht qualifiziert             | nicht qualifiziert             | nicht qualifiziert             | nicht qualifiziert             | nicht qualifiziert             | nicht qualifiziert             | nicht qualifiziert             | nicht qualifiziert             | nicht qualifiziert             | nicht qualifiziert             | nicht qualifiziert             | nicht qualifiziert             | nicht qualifiziert             | nicht qualifiziert             | n/t                | 1R                 |
| World Matchplay                            | nicht qualifiziert         | nicht qualifiziert         | nicht qualifiziert         | nicht qualifiziert         | nicht qualifiziert         | nicht qualifiziert         | nicht qualifiziert         | nicht qualifiziert         | nicht qualifiziert         | nicht qualifiziert         | nicht qualifiziert         | nicht qualifiziert         | nicht qualifiziert         | nicht qualifiziert             | nicht qualifiziert             | nicht qualifiziert             | nicht qualifiziert             | nicht qualifiziert             | nicht qualifiziert             | nicht qualifiziert             | nicht qualifiziert             | nicht qualifiziert             | nicht qualifiziert             | nicht qualifiziert             | nicht qualifiziert             | nicht qualifiziert             | nicht qualifiziert             | nicht qualifiziert             | nicht qualifiziert             | nicht qualifiziert             | nicht qualifiziert             | AF                 | n/t                |
| Karrierestatistiken                        |                            |                            |                            |                            |                            |                            |                            |                            |                            |                            |                            |                            |                            |                                |                                |                                |                                |                                |                                |                                |                                |                                |                                |                                |                                |                                |                                |                                |                                |                                |                                |                    |                    |
| Jahresendplatzierung                       | unbekannt                  | unbekannt                  | unbekannt                  | unbekannt                  | unbekannt                  | 2                          | unbekannt                  | unbekannt                  | 7                          | 2                          | 2                          | ?                          | 3                          | 12                             | 3                              | 7                              | 6                              | 3                              | 10                             | 13                             | 15                             | 7                              | 8                              | 14                             | 18                             | 19                             | 24                             | 38                             | 61                             | 117                            | –                              | unbekannt          | unbekannt          |
| Verband                                    | British Darts Organisation | British Darts Organisation | British Darts Organisation | British Darts Organisation | British Darts Organisation | British Darts Organisation | British Darts Organisation | British Darts Organisation | British Darts Organisation | British Darts Organisation | British Darts Organisation | British Darts Organisation | British Darts Organisation | Professional Darts Corporation | Professional Darts Corporation | Professional Darts Corporation | Professional Darts Corporation | Professional Darts Corporation | Professional Darts Corporation | Professional Darts Corporation | Professional Darts Corporation | Professional Darts Corporation | Professional Darts Corporation | Professional Darts Corporation | Professional Darts Corporation | Professional Darts Corporation | Professional Darts Corporation | Professional Darts Corporation | Professional Darts Corporation | Professional Darts Corporation | Professional Darts Corporation | WSD                | WSD                |

| Legende zu den Turnierergebnissen | Legende zu den Turnierergebnissen | Legende zu den Turnierergebnissen | Legende zu den Turnierergebnissen | Legende zu den Turnierergebnissen | Legende zu den Turnierergebnissen | Legende zu den Turnierergebnissen | Legende zu den Turnierergebnissen | Legende zu den Turnierergebnissen | Legende zu den Turnierergebnissen |
| --------------------------------- | --------------------------------- | --------------------------------- | --------------------------------- | --------------------------------- | --------------------------------- | --------------------------------- | --------------------------------- | --------------------------------- | --------------------------------- |
| n/t                               | nicht teilgenommen                | n/q                               | nicht qualifiziert                | n/a                               | nicht ausgetragen                 | #R                                | Aus in jeweiliger Runde           | GP                                | Aus in der Gruppenphase           |
| AF                                | Achtelfinalist                    | VF                                | Viertelfinalist                   | HF                                | Halbfinalist                      | F                                 | Turnierfinalist                   | S                                 | Turniersieger                     |

## Titel

### BDO
- Weitere
  - 1991: Welsh Open
  - 1993: Welsh Open
  - 1995: German Open
  - 1997: British Pentathlon

### PDC
- Pro Tour
  - Players Championships:
    - Players Championships 2004: 4
    - Players Championships 2005: 1
    - Players Championships 2007: 13
    - Players Championships 2008: 22
    - Players Championships 2009: 19
    - Players Championships 2010: 16
    - Players Championships 2011: 2, 16
    - Players Championships 2012: 7

  - UK Open Qualifiers:
    - UK Open Qualifiers 2003/04: 1
- Weitere
  - 2000: Isle of Man Open
  - 2001: Vauxhall Autumn Open
  - 2003: Irish Masters
  - 2005: Eastbourne Pro
  - 2006: Eastbourne Pro